# ザ・ダイナマイツ
ザ・ダイナマイツ（The Dynamites）は、1965年に結成されたグループ・サウンズのバンド。1967年11月に、シングル「トンネル天国」でデビュー。1969年解散。

## メンバー
- 瀬川洋 チロちゃん（瀬川のあだ名）（ボーカル、ギター）1947年4月14日 -
- 山口冨士夫（ボーカル、ギター）1949年8月10日 - 2013年8月14日
- 吉田博（ボーカル、ベース）1950年1月10日 -
- 大木啓造（ギター）1949年1月26日 - 2007年2月10日
- 野村光朗（ドラムス）1946年12月2日 -

## 概要
1965年、東京都杉並区阿佐ヶ谷の幼馴染みで結成された「モンスターズ」が母体。米軍キャンプやジャズ喫茶を中心に活動し、1967年11月、日本ビクターの目に留まり、提示された三択の中より「ザ・ダイナマイツ」へと改名させられた上で、シングル「トンネル天国」でデビュー。同社が新設したポップス系のレーベル・「VP番帯」の第1号アーティストの内の1組であり、同時デビューのザ・モップス、ザ・サニー・ファイブと共に「ビクター3大ポップス・サウンド!!」と称し抱き合わせで売り出された。
デビュー曲はオリコンチャート73位にチャートインしたものの、その後はヒットに結びつかず、5枚のシングルと1枚のアルバムを発売した後、事務所の魂胆（馬車馬の如く働かせ雀の涙ほどの給料や望まない音楽性への強要）に嫌気が差したことやメンバー内の方向性の違いも生じ、1969年末を以って解散した。解散後、瀬川と野村は元ザ・サマーズのメンバーらと共にニュー・ダイナマイツを結成したがレコードデビューには至らなかった。
大きなヒットには恵まれなかったものの、R&Bを主体とした演奏が人気を博し、山口冨士夫の卓越したギターテクニックもあいまって、玄人好みのバンドとして一部では熱烈な人気を博した。

## ディスコグラフィー

### シングル
※　すべてビクターレコード
| 発売日     | 規格 | 規格品番 | 面 | タイトル               | 作詞       | 作曲             | 編曲             | 備考 |
| ---------- | ---- | -------- | -- | ---------------------- | ---------- | ---------------- | ---------------- | ---- |
| 1967年11月 | EP   | VP-2     | A  | トンネル天国           | 橋本淳     | 鈴木邦彦         | ザ・ダイナマイツ |      |
| 1967年11月 | EP   | VP-2     | B  | 恋はもうたくさん       | 橋本淳     | 鈴木邦彦         | ザ・ダイナマイツ |      |
| 1968年3月  | EP   | VP-6     | A  | ユメがほしい           | 橋本淳     | すぎやまこういち | すぎやまこういち |      |
| 1968年3月  | EP   | VP-6     | B  | 大人の戦争             | 橋本淳     | すぎやまこういち | すぎやまこういち |      |
| 1968年6月  | EP   | VP-9     | A  | 真夏の夜の動物園       | 橋本淳     | 鈴木邦彦         | 鈴木邦彦         |      |
| 1968年6月  | EP   | VP-9     | B  | 毛皮になったしま馬     | 林春生     | 鈴木邦彦         | 鈴木邦彦         |      |
| 1968年9月  | EP   | VP-14    | A  | 恋は？（クエッション） | 瀬川洋     | 瀬川洋           | 近藤遥           |      |
| 1968年9月  | EP   | VP-14    | B  | 世界中にほゝえみを     | 瀬川洋     | 瀬川洋           | 近藤遥           |      |
| 1969年5月  | EP   | VP-17    | A  | バラと悪魔             | 笠井継程   | 服部克久         | 服部克久         |      |
| 1969年5月  | EP   | VP-17    | B  | 夢でもいいさ           | 三谷けい子 | 服部克久         | 服部克久         |      |

### アルバム
| 発売日        | アルバム                                     | 規格               | 規格品番   | レーベル                   | 備考                                                         |
| ------------- | -------------------------------------------- | ------------------ | ---------- | -------------------------- | ------------------------------------------------------------ |
| 1968年4月5日  | ヤングサウンドR&Bはこれだ！                  | LP                 |            | ビクターレコード           | 「トンネル天国」「恋はもうたくさん」はシングルと別テイク。   |
| 1990年1月1日  | ヤングサウンドR&Bはこれだ！                  | CD                 | PLP-7714   | ビクターレコード           |                                                              |
| 1995年7月5日  | ヤングサウンドR&Bはこれだ！                  | CD                 | VICL-18213 | ビクターレコード           |                                                              |
| 2011年2月21日 | ヤングサウンドR&Bはこれだ！                  | CD                 | SJV357     | ビクターレコード           |                                                              |
| 2017年3月8日  | ヤングサウンドR&Bはこれだ！                  | CD（紙ジャケット） | VICL-64736 | ビクターレコード           |                                                              |
| 1989年6月7日  | VINTAGE COLLECTION                           | CD                 | VDR-25187  | ビクターレコード           |                                                              |
| 1998年6月17日 | LIVE AT THE "GO GO ACB" 1969                 | CD                 | GOODLOV001 | グッドラビンプロダクション | 当時のファンがジャズ喫茶で録音していたテープをCD化したもの。 |
| 2002年9月21日 | ザ・ダイナマイツ・コンプリート・コレクション | CD                 | VICL-60947 | ビクターレコード           |                                                              |
| 2005年9月22日 | <COLEZO!>ザ・ダイナマイツ VINTAGE COLLECTION | CD                 | VICL-41245 | ビクターレコード           |                                                              |